# Philip H. Dybvig
Philip H. Dybvig (Gainesville, Florida, 22 de mayo de 1955) es un economista estadounidense. Es profesor de Banca y Finanzas en la Escuela de Negocios Olin de la Universidad de Washington en St. Louis . Dybvig recibió el Premio Nobel de Ciencias Económicas 2022, junto con Ben Bernanke y Douglas Diamond, "por su investigación sobre bancos y crisis financieras".
Dybvig se especializa en fijación de precios de activos, inversiones y gobierno corporativo. Anteriormente fue profesor en la Universidad de Yale y profesor asistente en la Universidad de Princeton . Dybvig fue presidente de la Western Finance Association de 2002 a 2003 y ha sido editor de varias revistas, incluidas Review of Financial Studies, Journal of Economic Theory, Finance and Stochastics, Journal of Finance, Journal of Financial Intermediation, Journal de Análisis Financiero y Cuantitativo, y Revisión de Estudios Financieros .
Dybvig es conocido por su trabajo con Douglas Diamond en el modelo de corridas bancarias Diamond-Dybvig . Su discurso de presentación fue sobre equilibrios múltiples.